# François Weyergans
François Weyergans, (Etterbeek, 2 augustus 1941 - Parijs, 27 mei 2019) was een Belgisch Franstalig schrijver en regisseur. Hij ontving de Prix Goncourt in 2005 voor zijn roman Trois jours chez ma mère en was lid van de Académie française.

## Biografie
Hij is de zoon van een Belgische vader en Franse moeder afkomstig uit Avignon. Hij liep school in het Sint-Michielscollege en het Institut Saint-Boniface Parnasse te Brussel.
Hij schreef in Les Cahiers du cinéma over een eerste film over Maurice Béjart, die hij ook later zou maken. In 1973 schrijft hij Le Pitre die opvalt en waarvoor hij de Prix Roger Nimier ontvangt.
Op 26 maart 2009 kreeg hij de stoel in de Académie française van de overleden Alain Robbe-Grillet.

## Zijn publicaties
- 1968: Salomé, ISBN 978-2756100081
- 1973: Le Pitre.
- 1981: Macaire le Copte (vertaald als Macarius de Kopt, vert. Daniël Robberechts, Manteau, 1986)
- 1983: Le Radeau de la méduse
- 1989: Je suis écrivain, ISBN 2070709744
- 1992: La Démence du boxeur
- 1997: Franz et François, ISBN 2246472814
- 2005: Trois jours chez ma mère, ISBN 2-246-54591-9
- 2012: Mémoire pleine, ISBN 978-2-260-01388-4

## Filmografie
- 1962: Béjart (documentaire), documentaire
- 1963: Hieronymus Bosch, korte film
- 1965: Robert Bresson : Ni vu, ni connu (des portraits Cinéastes de notre temps), documentaire
- 1967: Baudelaire is gestorven in de zomer
- 1967: Aline, verfilming van een roman van Charles-Ferdinand Ramuz
- 1972: Un film sur quelqu'un
- 1974: Si j'te cherche... j'me trouve, van Roger Diamantis
- 1977: Maladie mortelle
- 1977: Je t'aime, tu danses
- 1978: Couleur chair

## Prijzen
- Prix Roger Nimier (1973) voor Le Pitre
- Prix de la Société des Gens de Lettres , voor Les Figurants (1980)
- Prix Sander Pierron de l'Académie royale de langue et de littérature françaises de Belgique, voor Les Figurants (1980)
- Prix Victor Rossel (1981) voor Macaire le Copte
- Prix des Deux Magots (1981) voor Macaire le Copte
- Prix Méridien des quatre jurys (1983) voor Le Radeau de la méduse
- Prix Renaudot (1992) voor La Démence du boxeur
- Grand Prix de la langue française (1997) voor Franz et François
- Prix Goncourt (2005) voor Trois jours chez ma mère